# Solanum gympiense
Solanum gympiense är en potatisväxtart som beskrevs av Symon. Solanum gympiense ingår i släktet skattor som ingår i familjen potatisväxter. Inga underarter finns listade i Catalogue of Life.